# 알베르트 보어만
알베르트 보어만(독일어: Albert Bormann, 1902년 9월 2일 ~ 1989년 4월 8일)은 제2차 세계 대전 당시 독일의 국가사회주의자운동군단(NSKK) 장교였다. 보어만은 아돌프 히틀러의 부관으로 일했고, 마르틴 보어만의 동생이었다.

## 어린 시절
보어만은 1902년 9월 2일, 독일 제국 프로이센 왕국의 베겔레벤(현재 작센안할트주)에서 태어났다. 그는 우체국 직원인 테오도어 보르만 (1862–1903)과 그의 두 번째 부인인 안토니 베른하르디네 메농의 아들이었다. 그의 가족은 루터교였다. 그는 1898년에 사망한 루이제 그로블러와의 아버지의 이전 결혼으로 두 이복 자매(엘제와 발터 보어만)가 있었다. 안토니 보만은 세 아들을 낳았는데, 그 중 한 명은 유아기에 사망했다. 알베르트와 그의 형 마르틴(1900–1945)은 성인이 될 때까지 살아남았다. 테오도어는 보어만이 하나였을 때 죽었고, 그의 어머니는 곧 재혼했다.

## 나치 경력
1931년 4월, 마르틴 보어만은 그의 형제를 뮌헨의 나치당 구호 기금에서 일하게 했다. 1931년 10월, 보어만은 국가사회주의 독일 노동자당(NSDAP)의 칸즐라이 데 퓌러 (히틀러의 수상)에 배치되었다. 그것은 나치당과 관련 기관들, 그리고 그들이 아돌프 히틀러와 직접적으로 거래하는 것을 책임졌다. 보어만은 그의 형인 마르틴과 달랐다. 그는 키가 크고, 교양 있고, "조명을 피했다". 보르만은 그가 더 큰 선에 봉사하고 있다고 믿었고 그의 지위를 개인적인 이익을 위해 사용하지 않았다. 그는 상급집단지도자의 총사령관인 필리프 보울러와 친구가 되었다.
히틀러는 보어만을 좋아했고 그가 믿을 만하다는 것을 알았다. 1938년 보어만은 마르틴 보어만에게 종속되지 않는 소규모 부관 그룹에 배치되었다. 마르틴과 알베르트 사이의 관계가 너무 험악해져서 마르틴은 그를 이름뿐 아니라 "총통의 외투를 쥐고 있는 사람"이라고 불렀다.
게다가 1938년, 보어만은 칸즐라이 데 퓌러의 주요 사무소 페어쇤리헤 안젤레겐하이텐 데스 퓌러스 (총통의 개인적인 일)의 책임자가 되었다. 그 일에서, 보어만은 히틀러의 일상적인 서신 교환의 많은 부분을 처리했다. 히틀러의 개인 비서로 선택되기 전, 트라우들 융에 그녀가 베를린에 온 후 그 사무소에서 보어만을 위해 일했다.
1945년 4월 20일, 베를린 전투 동안, 보어만, 카를 예스코 폰 퍼트카머 제독, 테오도어 모렐, 후고 블라케, 비서 요한나 볼프, 크리스토프 슈뢰더, 그리고 다른 몇몇 사람들은 히틀러에 의해 비행기로 베를린을 떠나 오버잘츠베르크로 향하도록 명령을 받았다. 이 무리들은 그 후 3일에 걸쳐 퓌러 비행기로 베를린을 떠났다. 보어만은 베르흐테스가덴에서 몇 마일 떨어진 힌터제에 있는 호텔 포스트에서 그의 가족과 함께 머물렀다. 그는 마르틴 보어만의 동생이었기 때문에, 그의 가족이 그곳에 너무 오래 머물지 않는 것이 더 안전하다고 생각했다. 1945년 5월 말, 미국 육군 정보 장교가 알베르트 보어만을 찾기 위해 호텔에 도착했다. 그때까지 보어만은 떠났지만, 슈뢰더는 여전히 그곳에 있었고 5월 28일 심문을 위해 끌려갔다.

## 전쟁 이후
유럽에서 제2차 세계 대전이 끝난 후, 보어만은 루트라는 이름으로 통했다. 그는 체포되었던 1949년 4월까지 농장에서 일했다. 그는 뮌헨 탈나치 법원에 의해 6개월의 강제 노동 선고를 받았고, 1949년 10월에 석방되었다. 보어만은 전쟁이 끝난 후 인터뷰에서 그에 대해 논의하고 싶지 않을 정도로 그의 형 마르틴을 싫어했다. 게다가, 보어만은 그의 회고록을 쓰는 것을 거부했다. 1989년 4월, 보어만은 뮌헨에 거주하던 중 사망했다.

### 참고 문헌
- de Boer, Sjoerd (2021). 《Escaping Hitler's Bunker: The Fate of the Third Reich Leaders》. Frontline Books. ISBN 978-1-52679-269-3.
- Hamilton, Charles (1984). 《Leaders & Personalities of the Third Reich, Vol. 1》. R. James Bender Publishing. ISBN 0-912138-27-0.
- Joachimsthaler, Anton (1999) [1995]. 《The Last Days of Hitler: The Legends, the Evidence, the Truth》. Trans. Helmut Bögler. London: Brockhampton Press. ISBN 978-1-86019-902-8.
- Junge, Traudl (2004). 《Until the Final Hour: Hitler's Last Secretary》. Melissa Müller (editor). Arcade Publishing. ISBN 1-55970-728-3.
- Lang, Jochen von (1979). 《The Secretary: Martin Bormann, the Man Who Manipulated Hitler》. Random House. ISBN 978-0394503219.